# والنات (میزوری)
والنات (به انگلیسی: Walnut Grove) یک شهر در ایالات متحده آمریکا است که در شهرستان گرین، میزوری واقع شده‌است. والنات ۱٫۶۱ کیلومتر مربع مساحت و ۶۶۵ نفر جمعیت دارد و ۳۶۸ متر بالاتر از سطح دریا واقع شده‌است.